# Željko Milinovič
Željko Milinovič (født 12. oktober 1969) er en tidligere slovensk fodboldspiller.

## Sloveniens fodboldlandshold
| Sloveniens landshold | Sloveniens landshold | Sloveniens landshold |
| År                   | Kmp                  | Mål                  |
| -------------------- | -------------------- | -------------------- |
| 1997                 | 1                    | 0                    |
| 1998                 | 2                    | 0                    |
| 1999                 | 9                    | 0                    |
| 2000                 | 11                   | 2                    |
| 2001                 | 8                    | 1                    |
| 2002                 | 7                    | 0                    |
| Total                | 38                   | 3                    |